# フォカス

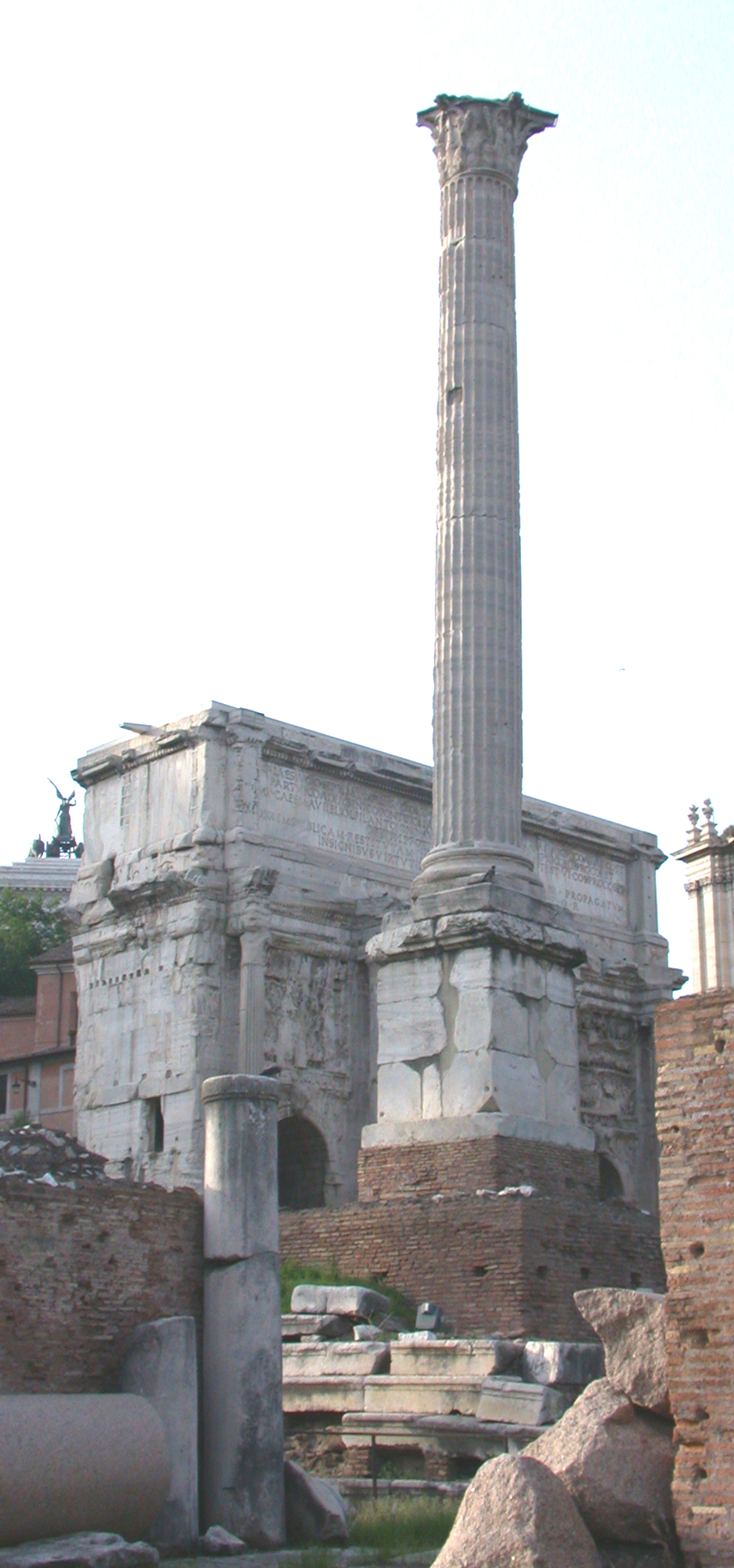
フォロ・ロマーノにあるフォカスの記念柱。ローマ市に建てられたローマ帝国による建造物としては最後のものである。（背景に見えるのは、高さ23mのセプティミウス・セウェルス帝の凱旋門）

フォカス（Phokas, 547年? - 610年10月5日）は、東ローマ帝国の皇帝（在位：602年11月23日 - 610年）。

## 生涯

### 出身と身分
トラキア地方の出身と考えられる。ドナウ川国境に駐屯する軍の下士官（百人隊長）であった。

### マウリキウスに対する反乱と皇帝即位
602年にドナウ北岸での越冬命令が出た時、軍はそれに反対して反乱を起こし、コンスタンティノポリスに向かって進軍した。軍の恨みを買っていた時の皇帝マウリキウスは逃亡しようとしたものの叶わず捕われて一族もろとも処刑された。
その後フォカスが兵士たちによって皇帝に推戴され、即位した。

### 即位後

#### 反対派の粛清
フォカスは簒奪者である上、次の皇帝のヘラクレイオスによって殺されたため、暴君とされている。このようにフォカスは軍部と一部のみに評価されていた。彼はコンスタンティノポリスの元老院議員の貴族らとは元来関係がなく、政治基盤が不安定であったため、反対派を次々に殺していった。またコンスタンティノポリスやアンティオキアなどの帝国内各地で、フォカスに不満を持っていた市民（サーカス党派）による暴動が発生した。時とともにフォカスを受け入れる人々も現れてきていたようである。

#### 東ローマ・サーサーン戦争
一方、かつてマウリキウス帝の援助によって即位したサーサーン朝ペルシア帝国のホスロー2世は、マウリキオスの復讐を目的に対東ローマ遠征軍を起こした（東ローマ・サーサーン戦争 (602年-628年)）。これに対してフォカスは兄弟のコメンティオロスを軍司令官に任命した。通説とは異なり、ペルシア軍との戦いは609年までは一進一退の状態にあったことが最近証明されている。ただしドナウ国境線はアヴァール人によって突破された。

### ヘラクレイオスの反乱と最期
608年頃、カルタゴ総督ヘラクレイオスがフォカスに対して反乱を起こした。そして、総督ヘラクレイオスの同名の息子小ヘラクレイオスが艦隊を率いてコンスタンティノポリスに迫る一方、小ヘラクレイオスの従兄弟で総督の甥ニケタス率いる別動隊は609年にエジプトに侵攻した。そのためシリアの軍がエジプトに急派され、シリア国境線ががら空きになった。ペルシア軍が帝国領に本格的に侵入を開始するのはこれ以降である。コンスタンティノポリスではサーカス党派や、フォカスの婿のプリスコスなどの元老院議員が小ヘラクレイオスに内通したため、610年10月に首都は開城した｡フォカスは教会へ逃げ込んだものの引きずり出されて処刑され、その一族も皆殺しとなった。その後小ヘラクレイオスが新皇帝として即位した（ヘラクレイオス王朝の成立）。